# Аттар-Кіттах II
Аттар-Кітах II (д/н — бл. 1300 до н. е./1295 до н. е.) — цар Аншану і Суз (Еламу) близько 1310—1300/1295 років до н. е.

## Життєпис
Молодший син царя Іге-халкі. Посів трон близько 1310 року до н. е. після смерті старшого брата Пахір-ішшана. Панував спочатку з небожем Кідін-Хутраном, після смерті якого об'єднав Елам.
Згадується на стелі, знайденої в Сузах, де розповідається про захоплення Аттар-Кітахом II здобичі, яку він зберігав в храміІншушинака в Сузах. Французькі археологи знайшли в цьому храмі дві бойові сокири з написом-пожертвою від Аттар-Кіттаха II. На одному з них він називає себе «царем Аншана і Суз». Можливо діяв спільно з ассирією проти вавилонського царя Назі-Марутташа, але якихось свідчень про бойові дії не має.
Продовжував відновлювати еламські міста, насамперед сузи. За наказом Аттар-Кітах II здійснювалися будівельні роботи в храмі Іншушинака. Збереглосяде кілька інших артефактів з його ім'ям, зокрема два навершя булав, знайдених в Чога-Занбіль. Йому спадкував син Хумбан-нумена I